# 陳秋水
陳秋水（?—?），浙江绍兴人，清朝政治人物、进士出身。
乾隆五十八年（1793年），登癸丑科二甲第一名进士，授内阁中书。